# شارلوته بيل إيمرسون كيث
شارلوته بيل إيمرسون كيث (بالإنجليزية: Charlotte Belle Emerson Keith)‏ هي فنانة أمريكية، ولدت في 1865 في روكفورد في الولايات المتحدة، وتوفي بنفس المكان في 1950.